# 항푸선 고속철도
항푸선 고속철도(중국어: 杭福深高速铁路)는 중화인민공화국의 항저우 동역과 선전 북역을 연결하는 고속철도이다. 2013년 12월 28일에 전 구간이 완전 개통되면서 전체 길이가 1,495km에 달하다.

## 역사
- 2005년 1월 8일 : 원푸 철로 구간 착공.
- 2005년 10월 1일 : 푸샤 철로 구간 착공.
- 2005년 10월 27일 : 융타이원 철로 구간 착공.
- 2007년 11월 23일 : 샤선 철로 구간 착공.
- 2009년 4월 : 항융 고속철도 구간 착공.
- 2009년 9월 28일 : 융타이원 철로 구간 개통.
- 2010년 4월 26일 : 푸샤 철로 구간 개통.
- 2013년 7월 1일 : 항융 고속철도 구간 개통.
- 2013년 12월 28일 : 샤선 철로 구간 개통.

## 현황
- 현재 운행 중인 노선은 다음과 같다.

| 노선            | 비고                                         | 영업 최고 속도 | 영업 거리 (km) | 착공 시기        | 완공 시기        |
| --------------- | -------------------------------------------- | -------------- | -------------- | ---------------- | ---------------- |
| 항푸선 고속철도 | 항저우에서 선전까지 연결하는 고속철도 노선   | 250~350        | 1,495          | 2005년 8월 1일   | 2013년 12월 28일 |
| 항융 고속철도   | 항저우에서 닝보까지 연결하는 고속철도 노선   | 350            | 152            | 2009년 4월       | 2013년 7월 1일   |
| 융타이원 철로   | 원저우에서 닝보까지 연결하는 고속철도 노선   | 250            | 268            | 2005년 10월 27일 | 2009년 9월 28일  |
| 원푸 철로       | 원저우에서 푸저우까지 연결하는 고속철도 노선 | 250            | 298            | 2005년 1월 8일   | 2009년 9월 28일  |
| 푸샤 철로       | 샤먼에서 푸저우까지 연결하는 고속철도 노선   | 250            | 275            | 2005년 10월 1일  | 2010년 4월 26일  |
| 샤선 철로       | 샤먼에서 선전까지 연결하는 고속철도 노선     | 250            | 502            | 2007년 11월 23일 | 2013년 12월 28일 |

## 같이 보기
- 항융 고속철도
- 융타이원 철로
- 원푸 철로
- 푸샤 철로
- 샤선 철로